# Stemma della Guadalupa
Lo stemma della Guadalupa è l'emblema identificativo della Guadalupa, un territorio d'oltremare della Francia nei Caraibi.

## Caratteristiche
Lo stemma della Guadalupa è costituito da un quadrato occupato dal disegno di un sole stilizzato con un uccello che divide il quadrato in due parti, una verde e una blu. Sotto lo stemma del territorio francese è presente la scritta REGION GUADELOUPE sottolineata in giallo. 

Stemma non ufficiale della Guadalupa

Inoltre, la Guadalupa ha un altro stemma, non ufficiale, basato sulla bandiera locale, anch'essa non ufficiale.